# آلة التقاط مخلفات الكلاب

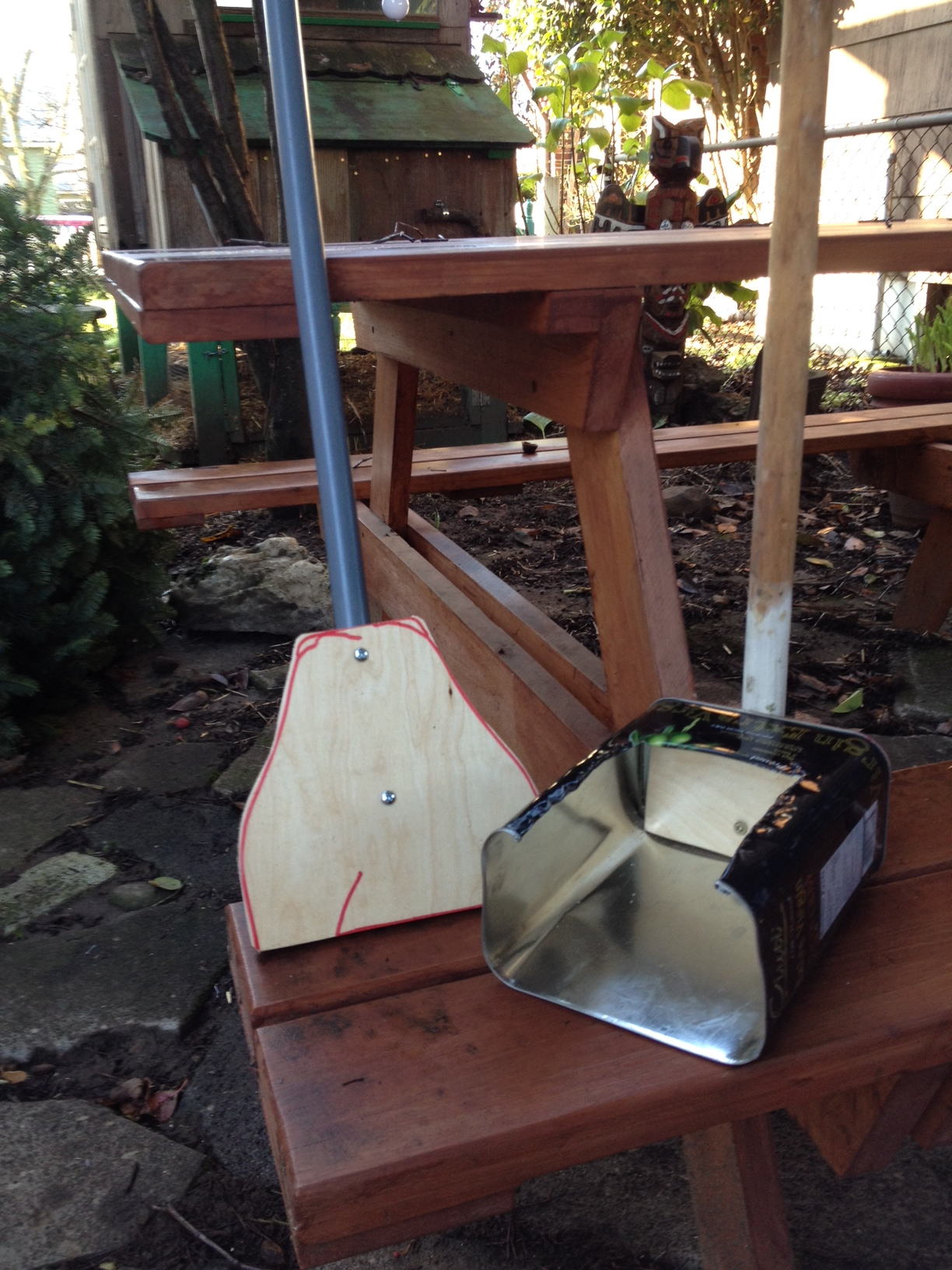

آلة إلتقاط مخلفات الكلاب مغرفة بوبر، أو مغرفة براز هو جهاز يستخدم لإلتقاط براز الحيوانات من الأماكن العامة والساحات، وخاصةً للكلاب. غالباً أجهزة مغرفة بوبر تحتوي على كيس ملاصق. «أكياس البراز» هي بدائل لمغرفة بوبر، وهي ببساطة حقيبة، يتم قلبها عادة من الداخل إلى الخارج، لنقل البراز إلى منطقة التخلص المناسبة. في بعض الاحيان، يُعرف الشخص الذي يقوم بالتنظيف بالمغرفة.

## التاريخ
يُنسب الاختراع إلى بروك ميلر، من آناهايم ، كاليفورنيا. التصميم الذي حصلت عليه على براءة اختراع هو صندوق معدني مع حافة تشبه المدخنة متصلة بِعصا خشبية. ويتضمن أيضًا جهازًا يشبه المدخنة لغرف الأنبوب في المجرفة وفتحة يمكن إرفاقها بكيس قمامة يتناسب مع القاعدة. تم إدراج المصطلح العام مغرفة بوبر في القواميس منذ أوائل السبعينيات.

## التشريعات
يوجد في عدد من الولايات القضائية، بما في ذلك مدينة نيويورك ، قوانين تتطلب من أصحاب الحيوانات الأليفة التنظيف بعد حيواناتهم الأليفة:
أ) لا يجوز للشخص الذي يمتلك أو يتحكم في كلب أو قطة أو حيوان آخر أن يسمح للحيوان بارتكاب أي إزعاج على رصيف أي مكان عام أو على أرضية أو حائط أو درج أو سقف أي مبنى عام أو خاص يستخدم بشكل مشترك من قبل الجمهور، أو على سياج أو جدار أو سلم مبنى بالقرب من الجمهور.
يمكن للموظفين المعتمدين في أقسام الصحة في مدينة نيويورك (بما في خدمة رعاية ومراقبة الحيوان ) أو الصرف الصحي أو الحدائق العامة والترفيه إصدار التذاكر.
غالبًا ما تُطلق هذه القوانين على «قوانين مغرفة بوبر» ، على الرغم من أن القوانين تنص فقط على أن أصحاب الكلاب يزيلون براز كلابهم، وليس الطريقة أو الجهاز المستخدم (وبالتالي استخدام كيس بلاستيكي محمول باليد لإزالة البراز يتوافق مع هذه القوانين).

## مخاوف صحية
فضلات الكلاب هي واحدة من المصادر الرائدة في الإشريكية القولونية (قولونيات برازية) التلوث الجرثومي , سهمية كلبية وNeospora caninum تلوث الديدان الطفيلية . يحتوي غرام واحد من براز الكلاب على أكثر من 20,000,000 خليه إشريكية قولونية . في حين أن رواسب الحيوانات من البراز لن تؤثر بشكل ملموس على البيئة، فإن التأثير التراكمي لآلاف الكلاب والقطط في منطقة حضرية يمكن أن يخلق مشاكل خطيرة بسبب تلوث التربة والموارد المائية . إن الجريان السطحي الناجم عن نفايات الحيوانات الأليفة المهملة يلوث المياه ويخلق مخاطر صحية على الناس والأسماك والبط وإلخ .
الوضع صعب بشكل خاص في ألمانيا ، حيث يتم إيداع ما يقدر بـ 1400 طن من البراز يوميًا في الممتلكات العامة. أوصت لجنة المواطنين عام (2005) بأغلبية ساحقة بخطة من شأنها أن تنهار حتى في حوالي سبعة أشهر. ستكون عينات الحمض النووي مطلوبة عند طرح تراخيص الحيوانات الأليفة للتجديد. في غضون عام، ستتاح قاعدة بيانات لنحو 12,500 مقيم في الكلاب المطلوبة للتسجيل لعمال الصرف الصحي مع مجموعات اختبار العينة. سيتم تقديم الأدلة إلى مختبر علم الأدلة الجنائية حيث يمكن للفنيين بسهولة مطابقة النفايات مع كلبها. إن احتمال فرض غرامة مالية تعادل 600 دولار أمريكي (بسعر الصرف لِعام 2005) سيساعد في ضمان الامتثال الوقائي، بالإضافة إلى تغطية التكاليف. في الكلاب البالغة، عادة ما تكون العدوى عن طريق دودة الكلب الاسطوانية عديمة الأعراض ولكن يمكن أن تكون قاتلة في الجراء. يمكن أن يصاب عدد من الفقاريات المختلفة، بما في ذلك البشر، وبعض اللافقاريات بواسطة دودة الكلب الاسطوانية . يصاب البشر، مثل غيرهم من المضيف الأساسي، عن طريق ابتلاع بيض T. canis. المرض الناجم عن هجرة يرقات T. canis (داء السهميات) وينتج عنه داء هجرة اليرقات الحشوي وداء اليرقه العينيه الشقيقه .يعاني المصابون سريريًا من عدوى الديدان الطفيلية ونادراً ما يصابون بضعف البصر.

## روابط خارجية
وسائل الإعلام ذات الصلة Pooper scooping على موقع ويكيميديا كومونز .